# Mocejón
Mocejón – gmina w Hiszpanii, w prowincji Toledo, w Kastylii-La Mancha, o powierzchni 30,44 km². W 2011 roku gmina liczyła 5003 mieszkańców.